# جرج کارتر-کمبل
جرج کارتر-کمبل (انگلیسی: George Carter-Campbell؛ ‏تلفظ نام‌خانوادگی: ‎/ˈkæmbəl/‎؛ ‏ ۲ آوریل ۱۸۶۹ – ۱۹ دسامبر ۱۹۲۱ (۵۲ ساله)) فرد نظامی اهل پادشاهی متحد بریتانیای کبیر و ایرلند بود. وی برندهٔ جوایزی همچون نشان حمام شده‌است.
او افسر ارشد ارتش بریتانیا بود که در جنگ دوم بوئر و جنگ جهانی اول خدمت کرد.